# 除染装置
除染装置（じょせんそうち）とは工場や実験室等で汚染された物品の汚染を取り除く装置である。

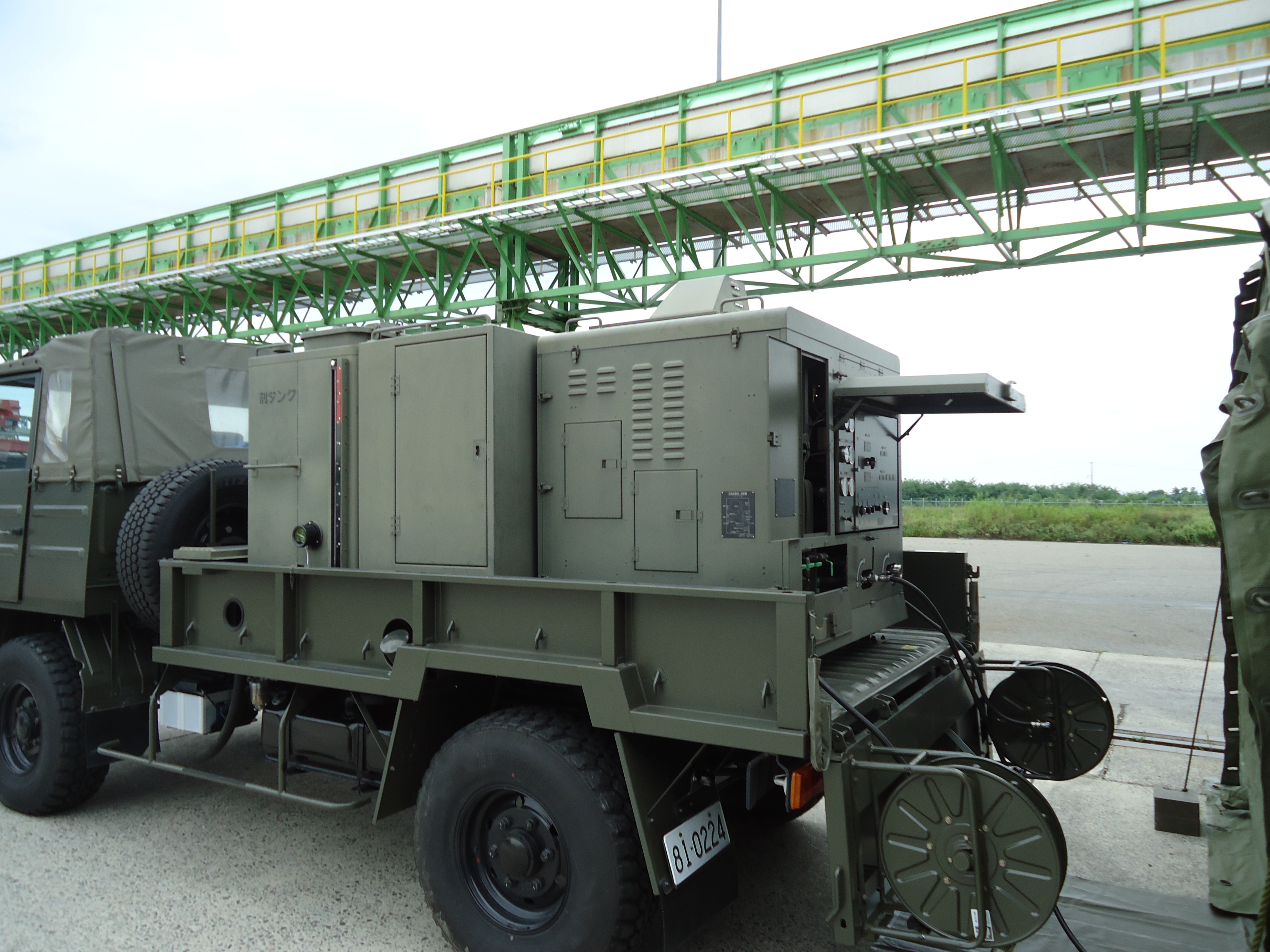
73式中型トラックに搭載された除染装置(車両後方がシャワーユニットのテント)

## 自衛隊における除染装置
除染装置（じょせんそうち）は、陸上自衛隊の装備。化学加熱機の後継装備として配備されている。化学兵器や放射性物質で汚染された人員、車両等を洗浄するために用いられる装備である。また対生物兵器での使用はもとより、阪神・淡路大震災、東日本大震災などの災害時には消毒薬を積載して被災地の防疫消毒活動にも従事した。
除染装置の主要部は73式中型トラックに搭載される。後述の除染車3型に比べると車体は小型で、車体に固定された散布ノズル等はなく、荷台の加温装置部は荷台から卸下して用いることが可能であり、人員を除染する際に使用するテントも付属する。本装備は化学科専門部隊に限らず、普通科連隊施設作業小隊、大隊本部管理小隊などの大きな規模の部隊隷下の化学科・施設科・需品科部隊が装備する。
大型のものは特に『除染車３形(B)』の名称が付される。これは73式大型トラックに2500Lの水槽と加温装置(軽油40L)、発電機(ガソリン6L)、散布のためのスプレーノズルを搭載したものである。加温装置は水温15℃の満タンの水槽を1時間で45℃まで温める性能を持つ。散布量は1分間に110Lで、噴霧ノズルを車体の前後に常備するほか、水槽の後部左右に1基ずつ15メートルのホースを持つスプレーガンも装備しており、ホースを繰り出すことで車両から離れた箇所の除染も可能となっている。またこれとは別に7メートルの充填用ホースと7.5メートルの再充填ホースも装備している。本車は他の派生型と異なり、任務の性質上運転席キャビンが幌製ではなく鋼製となっている。本装備は方面・師団特殊武器／化学防護隊・旅団司令部付隊化学防護小隊に配備されている。

## 諸元

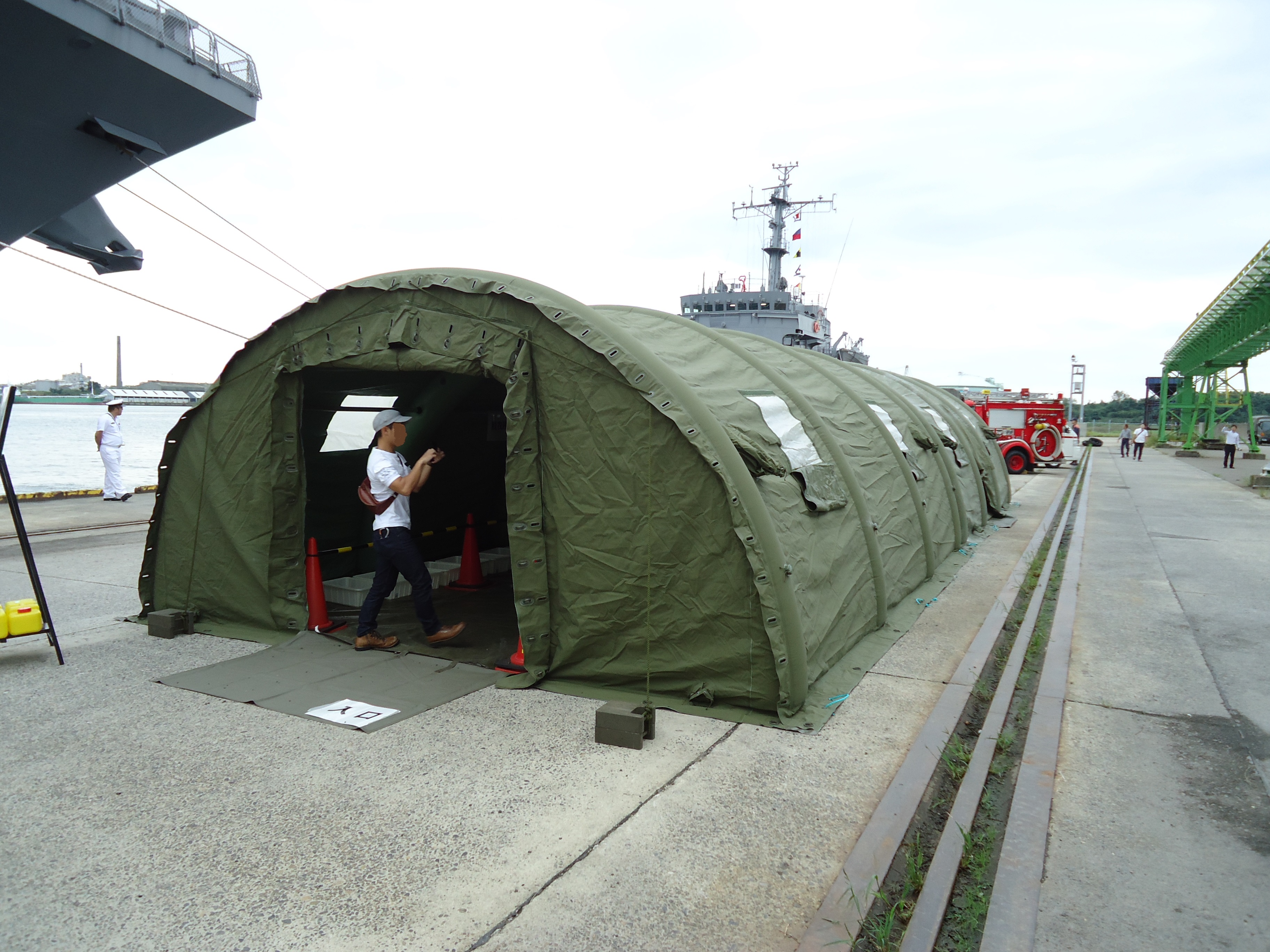
シャワ―ユニット全景

- 除染速度
  - シャワ―ユニット全景装備：4両以上/1時間
  - 人員：45人以上/1時間

## 除染手段
- 温水
- 熱水
- 除染剤
- 泡沫除染剤
- さらし粉
- シャワー浴による身体洗浄

## 特徴
生物兵器や化学剤、フォールアウトなどに汚染された人員、車両などの除染に使用される。
使用された化学剤の種類に応じて4種類の除染手段を使い分ける。
73式中型トラックに器材を搭載することで機動性に優れ、部隊に待機させておくと共に、離れた場所にいても要請があれば即座に出動することが出来る。
機材・車両等は除染液等塗布処理、人員は着用品の脱衣後の洗浄処理やシャワーによる温水での身体洗浄等に使用される。

## 製作
日立造船（現：JMUディフェンスシステムズ株式会社）